# Trävattna kyrka
Trävattna kyrka är en kyrkobyggnad som sedan 2006 tillhör Floby församling (2002-2006 Hällestad-Trävattna församling och före 2002 Trävattna församling) i Skara stift. Den ligger i västra delen av Falköpings kommun. 

## Kyrkobyggnad
Kyrkan är byggd av sten med trappgaveltorn och uppfördes 1854 efter att Trävattnas gamla, medeltida kyrka förstörts av vådeld 1849. Kyrkan är ritad av arkitekten vid Kungliga överintendentsämbetet J A Haverman.

## Inventarier
Predikstolen och altarringen är utförda i empirstil. Ett målat kors på glasfönstret över altaret tjänstgjorde de första åren som altartavla. Tre fönster i korväggen bemålades 1962 med treenigheten och motiv ur Jesu liv av den svensk-nederländske konstnären Folke Heybroek. Lillklockan räddades ur branden 1849 och har en inskription från 1669.